# Fenerbahçe (basketbal)
Fenerbahçe is de professionele basketbalbranche van sportvereniging Fenerbahçe SK. De basketbalbranche is de tweede grootste branche van Fenerbahçe. De club heeft zowel een herenteam (bekend als Fenerbahçe Istanbul) als een damesteam (bekend als Fenerbahçe). Het herenteam speelt de thuiswedstrijden in de Ülker Sports Arena, welke een capaciteit heeft van 13.800 toeschouwers. Ook het damesteam speelt hier.

## Geschiedenis
Sinds de komst van trainer Zeljko Obradovic in 2013, heeft Fenerbahçe al vier keer de Final Four gehaald waarvan drie keer (2016, 2017 en 2018) de finale. Voor het eerst in de Turkse basketbalgeschiedenis kwam een Turkse club zo ver. Op 21 mei 2017 won Fenerbahçe als eerste Turkse club de EuroLeague. Ze wonnen de finale in de Sinan Erdem Dome in Istanboel van Olympiakos Piraeus BC uit Griekenland met 80-64. In 2025 wonnen ze voor de tweede keer de EuroLeague. Ze wonnen in de finale van AS Monaco Basket uit Frankrijk met 81-70.
Waar het damesteam zich meer richt op de eigen jeugd gaat het herenteam voor de grote internationale namen, de bekendste hiervan is Will Solomon.

## Successen
Landskampioen:
- Fenerbahçe (11x): 1990-91, 2006-07, 2007-08, 2009-10, 2010-11, 2013-14, 2015-16, 2016-17, 2017-18, 2021-22, 2023-24

Turkse Beker:
- Fenerbahçe (9x): 1966-67, 2009-10, 2010-11, 2012-13, 2015-16, 2018-19, 2019-20, 2023-24, 2024-25

Presidentsbeker:
- Fenerbahçe (7x): 1966-67, 2009-10, 2010-11, 2012-13, 2015-16, 2016-17

EuroLeague:
- Fenerbahçe (2x): 2016-17, 2024-25

## Selectie

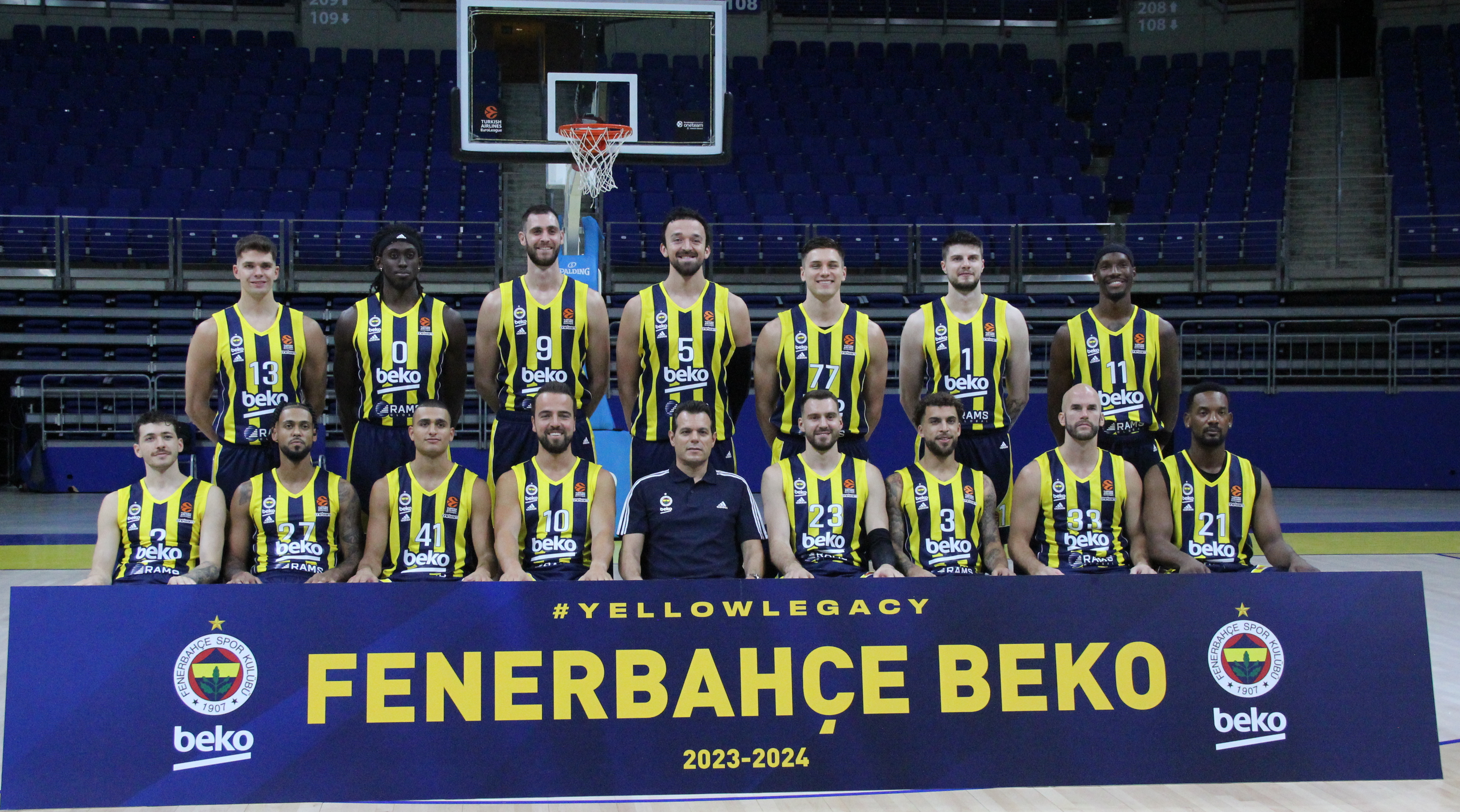
2023-24 Fenerbahçe

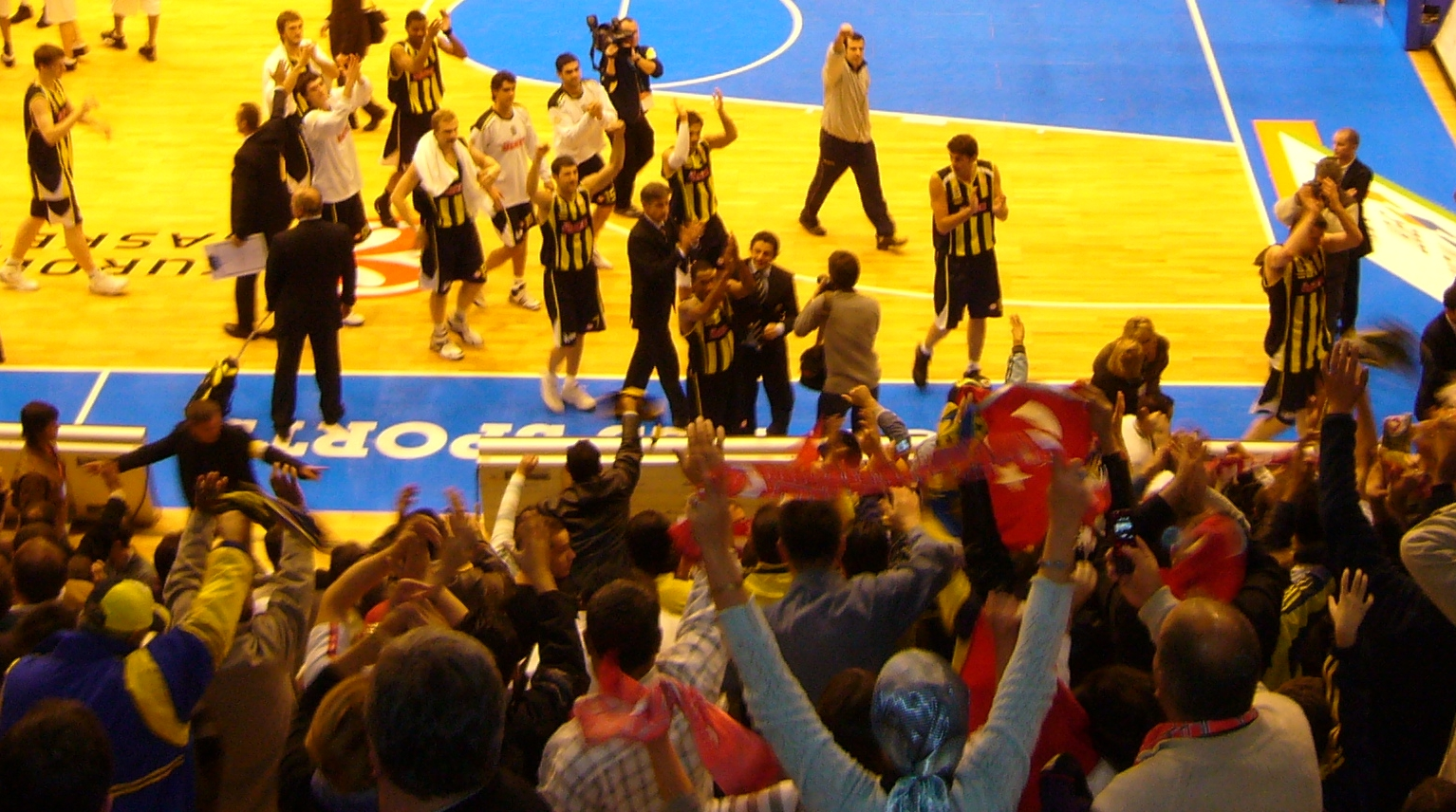
2007-2008 Euroleague

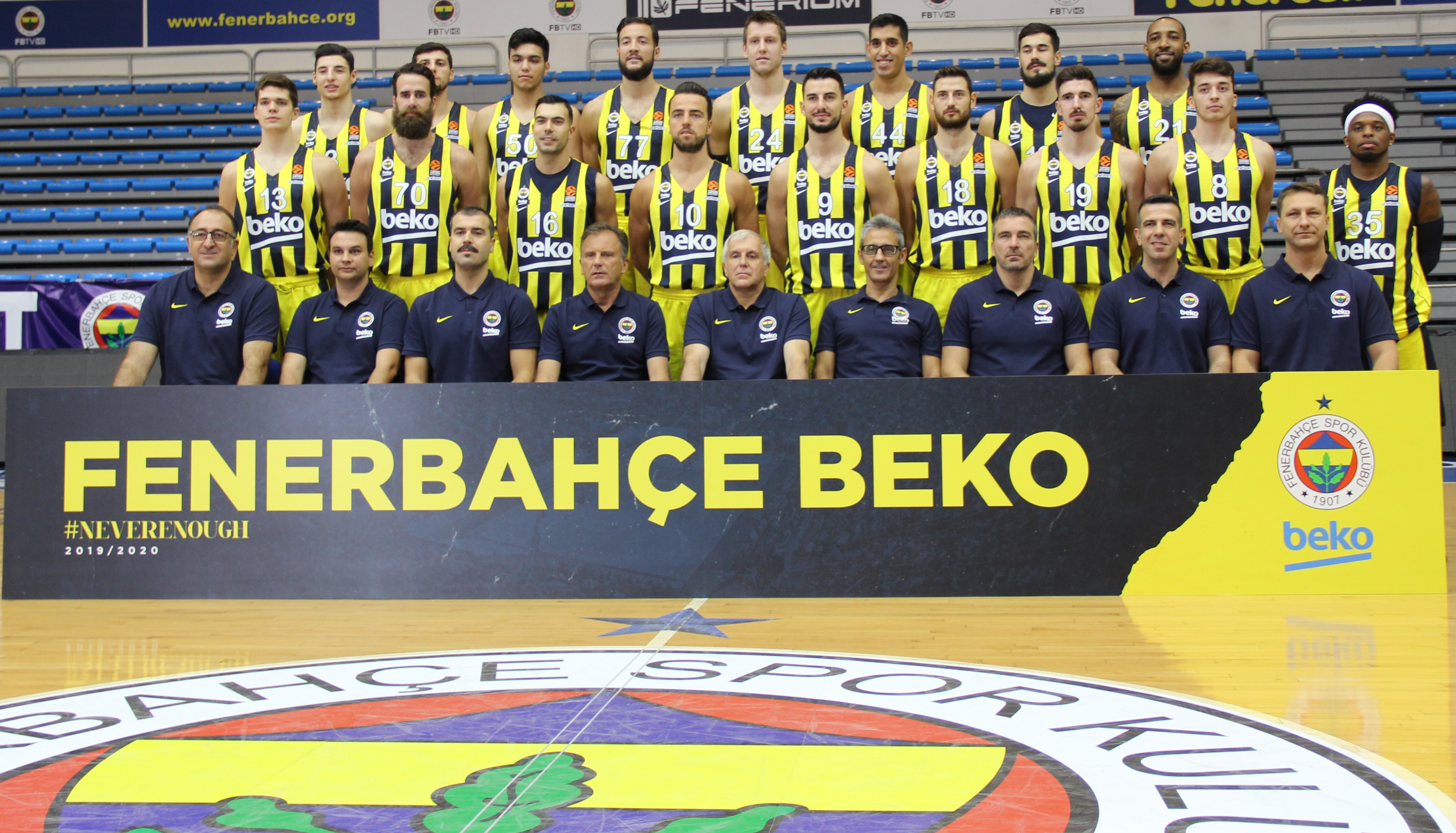
2019-20 Fenerbahçe

| Nummer | Speler          | Positie | Lengte |
| ------ | --------------- | ------- | ------ |
| 0      | Errick McCollum | SF      | 2,01   |
| 5      | Will Solomon    | PG/SG   | 1,88   |
| 6      | Mirsad Türkcan  | PF      | 2,06   |
| 7      | Ömer Onan       | SG      | 1,94   |
| 8      | Rasim Başak     | PF      | 2,02   |
| 9      | Semih Erden     | C       | 2,14   |
| 12     | Damir Mršić (c) | PG/SG   | 1,90   |
| 14     | Gašper Vidmar   | C/PF    | 2,10   |
| 15     | Hakan Demirel   | PG      | 1,90   |
| 16     | Maxim Can Mutaf | PG      | 1,92   |
| 21     | Oğuz Savaş      | C       | 2,11   |
| 22     | Tarence Kinsey  | SG      | 2,01   |
| 33     | Serhat Çetin    | PF      | 1,97   |
| 55     | Emir Preldžič   | SF/PF   | 2,06   |